# Leópolis
Leópolis este un oraș în Paraná (PR), Brazilia.